# 三浦良
三浦 良（みうら りょう）は、日本のライトノベル作家。『抗いし者たちの系譜』で第17回ファンタジア長編小説大賞で審査委員賞を受賞し、同作品でデビュー。

## 作品リスト
- 抗いし者たちの系譜
- MA棋してる!
- 銀の河のガーディアン